# خنافس النسغ
خنافس النُسَّغ أو الخنافس المحبة للعصارة أو فصيلة نايتيديوليدي (الاسم العلمي: Nitidulidae)، هي فصيلة حشرات من رتبة غمديات الأجنحة. وهي خنافس صغيرة القد (2-6 ملم) بيضاوية الشكل، ألوانها باهتة. قرونها الاستشعارية منقوشة. وظهورها مبقعة أو معصبة بالأحمر أو الأصفر. غذائها الفواكه المجففة والناضجة والنسغ.
وتشمل الأنواع الشائعة التالية:
- خنفساء النزهة (Glischrochilus quadrisignatus)
- خنفساء النسغ الداكنة (Carpophilus lugubris)
- خنفساء نسغ الفراولة (Stelidota geminata)
- خنفساء خلية النحل الصغيرة (Stelidota geminata)

## روابط خارجية
- sap beetles of Florida on the جامعة فلوريدا / IFAS Featured Creatures Web site
- Key to the British genera of family Nitidulidae[وصلة مكسورة]